# Mercuriana stackelbergi
Mercuriana stackelbergi är en tvåvingeart som beskrevs av Pavel Lehr 1988. Mercuriana stackelbergi ingår i släktet Mercuriana och familjen rovflugor.
Artens utbredningsområde är Tadzjikistan. Inga underarter finns listade i Catalogue of Life.